# Guitar Hero World Tour
Guitar Hero World Tour (també conegut com Guitar Hero IV o GHWT) és un videojoc musical que pertany a la saga Guitar Hero, del qual és la quarta edició, i està desenvolupat per Neversoft, publicat per Activision i distribuït per RedOctane. El seu llançament es va produir el 26 d'octubre de 2008 als Estats Units i a la resta del món durant el següent novembre. El videojoc està disponible per les consoles Xbox 360, PlayStation 2, PlayStation 3 i Wii, les versions per PC i Mac estan classificades per l'organisme ESRB però encara no han estat confirmades oficialment per Activision.
El videojoc es continua caracteritzant per utilitzar un controlador en forma de guitarra perquè el jugador pugui simular que està tocant música rock, però aquesta edició presenta dues grans novetats. La principal recau en l'addició de controladors en forma de bateria i de micròfon per tal de representar un grup de rock complet. La jugabilitat és similar a la presentada pel videojoc Rock Band però s'inclou un mode estudi com a segona novetat que permet als jugadors crear noves cançons incloent bateria, guitarra principal, guitarra rítmica i baix, això no obstant, no es poden gravar veus per limitacions d'espai i problemes de copyright. Els jugadors poden pujar i compartir les seves cançons gràcies al servei conegut amb el nom de GHTunes.
L'empresa Hands-On Mobile, que anteriorment havia desenvolupat el Guitar Hero III Mobile, s'ha assegurat els drets mundials per desenvolupar una versió del joc per telèfons mòbils, de la qual està prevista el seu llançament per finals de 2008.

## Desenvolupament
Els analistes d'Activision van dissenyar la nova versió de Guitar Hero a partir de la idea original d'Harmonix que va portar a terme amb el videojoc Rock Band. Paradoxalment, Harmonix era l'empresa que havia originat de la saga Guitar Hero, però després de perdre'n els drets, es va dedicar a evolucionar l'esperit del videojoc ampliant el nombre d'instruments per simular una banda de rock estàndard. Activision dominava el mercat en aquest segment de videojocs, però davant la ferma amenaça del nou rival, va creure convenient treballar a partir d'aquesta idea i ampliar el videojoc amb noves possibilitats com és el cas del mode estudi. Amb l'ampliació del joc a més instruments, Activision va pensar a canviar el títol del joc, però malgrat que ja havia registrat anteriorment noms com Guitar Villain, Drum Villain, Keyboard Hero, Drum Hero i Band Hero, l'empresa va decidir apostar per la continuïtat del títol del joc aprofitant la seva popularitat arreu del món. Amb el títol inicial de Guitar Hero IV, el videojoc es va anunciar oficialment després de la fusió d'Activision i Vivendi Games al desembre de 2007. En aquest anunci ja es va revelar la inclusió dels nous instruments tal com alguns mitjans ja havien previst anteriorment. El títol final del joc, Guitar Hero World Tour, es va anunciar oficialment el maig de 2008.
Neversoft, empresa subsidiària d'Activision dedicada al desenvolupament del Guitar Hero, va començar a treballar en el joc just després de la publicació del Guitar Hero III: Legends of Rock. El primer pas de la nova versió va ser el desenvolupament del controlador que simula la bateria. El perifèric es va dissenyar de forma molt realista amb la col·laboració dels famosos bateries Chad Smith (Red Hot Chili Peppers), Stewart Copeland (The Police) i Travis Barker (Blink-182). Algunes capacitats de la guitarra estaven planejades pel Guitar Hero III però es van desestimar abans del seu llançament per la seva dificultat. Tanmateix, els desenvolupadors van incloure aquestes opcions en la nova versió de la guitarra des del principi per les cançons que contenen baix. Per implementar les cançons en els diferents instruments, la primera etapa va consistir a crear un mapa de "tempos" de la cançó que permetia delimitar els compassos de la música. Un cop completat el mapa, es van distribuir als diferents equips de desenvolupament per cada instrument i així es va completar la cançó en nivell expert de dificultat. A partir d'aquí, es va reduir el nombre de notes i es van reajustar les que quedaven per crear la resta de nivells menors de dificultat. Un cop implementades totes les cançons de la banda sonora del joc, es va realitzar l'avaluació del nivell dificultat de cada cançó per determinar el lloc que havien d'ocupar en la llista de cançons per assegurar la correcta progressió de dificultat. El model de dificultat està basat en el Guitar Hero: Aerosmith, que alhora està reajustat respecte al model del Guitar Hero III després de rebre algunes crítiques de diversos jugadors perquè trobaven que el joc tenia alguns salts de dificultat massa elevats que trencaven la progressió.
Pel que fa a la banda sonora del joc, Neversoft va començar per incloure les cançons que no havia pogut implementar en la tercera versió per diferents causes, i després va expandir la llista fins a posseir una banda sonora amb un nombre de cançons candidates superior a 500. A partir d'aquí, es van determinar diversos criteris d'elecció per començar a descartar les menys indicades. A diferència de les versions anteriors, calia escollir cançons centrades als diferents instruments amb l'efecte col·lateral que mentre algunes cançons eren molt difícils per un instrument, pels altres podien ser molt fàcils. Per aquest motiu, es van seleccionar cançons per jugar en mode individual amb només un instrument, i cançons per jugar en mode multijugador on el nivell fos semblant per tots els instruments.
L'addició d'un mode estudi al videojoc, una altra novetat d'aquesta versió, es va decidir després de comprovar que s'havia originat un entorn de furoneig de les dues primeres versions de la saga on els jugadors podien crear noves cançons i compartir-les entre ells.

### Packsi promoció
El Guitar Hero World Tour està disponible pels usuaris en diversos tipus de packs, a part de la versió simple o stand-alone que només inclou el joc. Hi ha un pack intermedi que inclou una guitarra sense fils per cada plataforma, i finalment el complet o full band que està format pel joc juntament amb els controladors de guitarra, bateria i micròfon. Amb l'adquisició del pack complet a les botigues RedOctane, s'inclou de regal una samarreta, un keychain i un carregador de bateries. En una promoció al Regne Unit, amb l'adquisició d'aquest pack es regalava un segon controlador de guitarra pel baix, que es tractava d'una reproducció d'una guitarra Les Paul.
Per a la promoció del videojoc, Activision va crear una sèrie d'anuncis publicitaris per a la televisió basats en la famosa escena de la pel·lícula Risky Business on Tom Cruise balla la cançó "Old Time Rock and Roll" de Bob Seger. Els diferents anuncis, dirigits per Brett Ratner, estaven interpretats per diverses celebritats estatunidenques fent playback de la lletra de la cançó mentre utilitzaven els controladors dels instruments. En la primera versió hi apareixien els esportistes Kobe Bryant, Tony Hawk, Alex Rodriguez i Michael Phelps tocant tots els instruments del joc. La supermodel Heidi Klum va rodar dues versions on utilitzava només el controlador de guitarra. La diferència entre les dues versions és que una es treu la camisa mentre balla i acaba en roba interior. El fet de filmar les dues versions es devia al fet que la versió original era susceptible de ser censurada pels canals de televisió estatunidencs tal com va passar en realitat.
A Youtube va aparèixer un vídeo titulat "Bike Hero" on un noi que conduïa una bicicleta per una ruta marcada amb símbols similars a l'aparença del joc i en el manillar portava uns leds amb els mateixos colors que els trasts de la guitarra que s'il·luminaven amb la nota corresponent de la cançó "Prisoner of Society" de The Living End. Posteriorment es va declarar que era una campanya de màrketing viral de les empreses Draga 5 i Activision per promocionar el videojoc.

## Jugabilitat
El Guitar Hero World Tour segueix la mateixa jugabilitat que les versions prèvies de la saga, on els jugadors poden simular que formen part d'un grup de música rock. La principal novetat d'aquesta versió és l'expansió a la resta d'instruments del grup. Mentre les anteriors estaven centrades exclusivament en la guitarra, tal com indica el títol del joc, en aquesta versió, la guitarra està acompanyada per una bateria i un micròfon, i juntament amb una altra guitarra que pot actuar de baix, quatre jugadors poden simular una banda de rock completa.
Independentment de l'instrument, es tracta de tocar les cançons que formen la banda sonora del joc de forma correcta per aconseguir el màxim nombre punts. Cada instrument té una sèrie de notes que apareixen per pantalla que cal tocar en el moment oportú. En cas de cometre massa errors, la cançó acaba prematurament perquè el públic virtual que hi ha present en l'actuació esbronca el grup. Tots els instruments comparteixen el marcador de punts, el Rock Meter (que indica la qualitat de l'actuació), el multiplicador de punts i el Star Power (per sumar punts extres). Les notes que ha de tocar cada instrument són independents i apareixen separats a la pantalla perquè no hi hagi confusions. Si un dels jugadors toca malament el seu instrument, no serà eliminat de l'actuació sempre que els altres jugadors toquin els respectius instruments de forma suficientment correcta. Un cop finalitzada la cançó, a part dels punts aconseguits es valora l'actuació entre tres i cinc estrelles segons la seva qualitat. Aquesta valoració és important perquè es tradueix en diners que es podran utilitzar en la botiga virtual del joc per comprar material extra del joc.

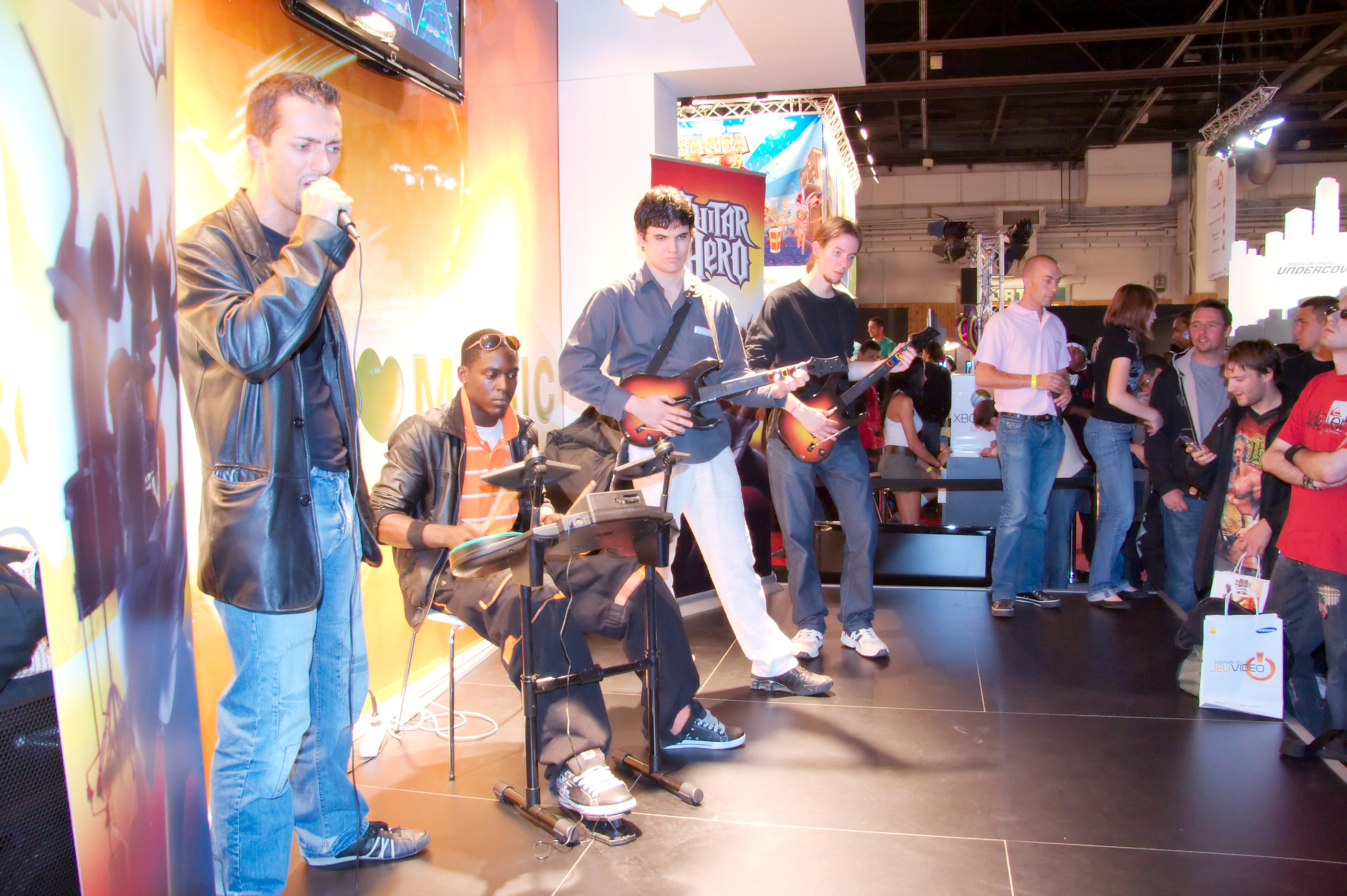
Festival de videojocs a París el 2008.

La interfície de la guitarra segueix sent relativament igual que en les versions anteriors. Els jugadors que actuen de guitarra o de baix han de prémer els botons de trast que s'indiquen en la pantalla mentre alhora es prem la barra de "rascar" per indicar el moment en què es toca cada nota. Com que les partitures de les cançons dedicades al baix solen ser més senzilles que les de guitarra, les millores de l'instrument permeten augmentar la seva dificultat. En aquest sentit, es poden tocar altres notes mentre s'aguanta una nota sostinguda que ja estan marcades i on no cal prémer la barra de "rascar" mentre es premen els botons de trast. La interfície per a la bateria és similar a la de la guitarra, de manera que es mostra una successió de notes amb un color determinat que correspon a un dels tambors, plats de la bateria o bombo. El jugador que utilitza la bateria només ha de tocar el tambor o plat del color indicat en el moment que s'indica a la pantalla a part del bombo mitjançant el peu quan s'indica per pantalla. Pel que fa al micròfon, el jugador que actua de cantant ha d'utilitzar l'entonació adequada de les notes de forma similar a altres jocs de karaoke com el Karaoke Revolution o el SingStar. El to a utilitzar s'indica a la pantalla mitjançant una escala de tons.
Quan s'utilitzen més d'un instrument, el mode de joc és igual que el mode col·laboratiu de l'anterior Guitar Hero, de manera que els punts s'obtenen respecte a l'actuació de tots els jugadors en conjunt. Cada nota tocada de forma correcta té la mateixa puntuació però quan es toquen correctament una sèrie de notes consecutives, el multiplicador augmenta de valor. Inicialment, o quan s'ha errat una nota, aquest val 1 i les notes tenen el seu valor net, en tocar deu notes consecutives correctament, el multiplicador augmenta a dos i les notes tenen valor doble en la puntuació, en tocar-ne vint augmenta a tres, i partir de trenta el multiplicador és quatre. Cada jugador té un multiplicador propi i després hi ha un multiplicador addicional que s'activa quan tots els membres del grup toquen correctament alhora. Pel que fa a la potència estel·lar (Star Power), serveix per doblar el valor de les notes durant uns segons després d'activar-se. La potència estel·lar s'acumula després de tocar correctament unes determinades sèries de notes que té marcades la cançó i que estan indicades en forma d'estrella a la pantalla. Les sèries de notes per acumular potència estel·lar són independents per cada jugador. Un cop acumulada suficient energia, aquesta pot ser activada per qualsevol jugador independentment del jugador que l'hagi acumulat, i pot coincidir que més d'un jugador la utilitzin simultàniament. Mentre en la guitarra i el baix s'activa posant l'instrument de forma vertical o prement un botó determinat de la guitarra, en la bateria cal tocar els dos plats alhora i el cantant ha de picar el micròfon o fer un soroll ràpid similar.
Addicionalment als quatre nivells de dificultat tradicionals de la saga (fàcil, mig, difícil i expert) per cada instrument, el World Tour incorpora un nou nivell per a principiants on es redueix dràsticament el nombre de notes i la majoria són del mateix tipus i força lentes. Per a la guitarra i la bateria només cal fer coincidir el moment de tocar la nota independentment del botó de trast, tambor o plat que s'hagi utilitzat, i en el micròfon només cal algun soroll quan hi ha una nota.

### Modes de joc
El principal mode de joc segueix sent el mode carrera individual, amb el qual es pot jugar en qualsevol dels instruments: guitarra principal, baix, bateria o veu (micròfon). Aquest mode ha estat lleugerament modificat respecte als anteriors. Per començar a jugar cal crear una banda, seleccionar o crear un avatar perfil o personatge i després un instrument. Seguidament el jugador pot escollir entre diversos actuacions en determinats llocs del món, i que estan basats en la dificultat de l'instrument escollit. Cada actuació està formada per una llista de dos a cinc cançons principals i, a més, la majoria contenen una cançó extra que es desbloqueja en finalitzar l'actuació. Les actuacions de guitarra principal contenen desafiaments vers els guitarristes Zakk Wylde i Ted Nugent que difereixen bastant dels duels contra els caps (Boss Battles) que va incorporar el Guitar Hero III: Legends of Rock, ja que en aquests enfrontaments no s'han d'enviar atacs al contrari sinó que s'utilitza una mecànica semblant al mode duel. Després de tocar correctament una cançó, el jugador és recompensat amb diners segons la qualitat de la representació realitzada, i en finalitzar cada actuació pot ser recompensat amb més diners si ha complert alguns criteris de qualitat. Per exemple, no haver-se situat mai en la zona vermella del Rock Meter (indica que s'ha tocat força malament durant una estona) o haver tocat l'inici de la cançó de forma perfecta. Un cop completada una actuació es desbloquegen les següents amb cançons més difícils.
El mode carrera de grup és similar a l'individual però com a mínim es necessiten dos jugadors, on el segon pot jugar de forma local o mitjançant la xarxa. La interfície de cada instrument apareix en un lloc determinat de la pantalla, mentre la veu està situada a tota la part superior, a la part inferior hi ha situats el baix, la bateria i la guitarra. A més, una banda completa (els quatre instruments) pot competir amb altres bandes via internet amb el mode guerra de bandes (Battle of the Bands). El joc també inclou els modes partida ràpida, competitiu i duel, que ja estaven presents en la versió anterior del joc.
La versió per a la consola Wii incorpora un mode especial anomenat "Mii FreeStyle" que permet als jugadors utilitzar els seus personatges Mii per improvisar cançons directament a partir de la pròpia inspiració o a partir d'uns patrons que mostra el joc mitjançant els controladors de guitarra i bateria o utilitzant el Wii Remote i el Nunchuk.

### Personatges i personalització
Una altra novetat d'aquesta versió és l'addició del mode Create-a-Rocker, basat en mode Create-a-Skater que Neversoft va desenvolupar per la saga Tony Hawk i en el Tiger Woods PGA Tour, que permet la creació d'un personatge a mida. El joc permet escollir la roba, els tatuatges, el maquillatge i l'edat. Alguns personatges utilitzats en anteriors versions estan disponibles com a plantilla per poder crear el "rocker". Les versions anteriors incloïen guitarres Gibson, però a causa d'un plet amb l'empresa Gibson Guitars, no estan disponibles, però en el seu lloc, el jugador pot dissenyar una guitarra escollint tots els seus components. La bateria i el micròfon també es poden personalitzar de forma similar. Activision s'ha associat amb diversos fabricants d'instruments perquè estiguin inclosos en el joc, com per exemple: Ampeg, Audio-Technica, EMG Pickups, Ernie Ball, Evans Drumheads, Guitar Center, Krank Amplification, Mackie, Marshall, Orange County Drum & Percussion, Pork Pie Percussion, Regal Tip, Sabian Cymbals, Vox o Zildjian drumsticks.
A part dels personatges que poden crear els usuaris, el joc segueix incorporant una sèrie de personatges basats en músics reals famosos que han participat en captures de moviments o han permès la utilització de la seva imatge. Aquests artistes són Hayley Williams, Jimi Hendrix, Ozzy Osbourne, Zakk Wylde, Billy Corgan, Sting, Ted Nugent i Travis Barker.
En la nova versió també s'han afegit nous escenaris que recreen virtualment estadis i locals reals com el Ozzfest, Amoeba Music, House of Blues, Sunset Strip o el AT&T Park de San Francisco. Un dels nous escenaris exhibeix l'estil artístic propi de la banda Tool que es va desenvolupar amb la col·laboració dels seus components.

### Instruments
RedOctane va dissenyar un nou controlador de guitarra pel Guitar Hero World Tour, amb una llargada un 25% superiors als anteriors, de manera que la seva mida s'acosta més a la guitarra real. La palanca de vibració també s'ha allargat per facilitar el seu accés i la barra de "rascar" és més silenciosa i més llarga. El botó per activar la potència estel·lar, s'ha redissenyat per situar-lo en el lloc correcte, sota la barra de "rascar", i s'han afegit els botons inici/pausa al costat del "select". El mànec de la guitarra és desmuntable com els controladors Gibson Les Paul del Guitar Hero III, però el connector és més fort per evitar els problemes de connexió que s'havien experimentat en l'anterior. En el mànec també s'hi ha afegit una superfície o pad tàctil entre els botons de trast i la caixa. El jugador pot utilitzar indistintament els botons de trast o el pad per tocar les notes normals, però aquest s'ha afegit especialment per tocar les notes amb la tècnica "tap strumming" de forma similar al slapping dels baixos per alterar el pitch de les notes sostingudes. Aquest nou tipus de notes anomenades "Slider Gems" apareixen amb el contorn violeta semitransparent i estan unides entre si per una línia del mateix color. En la guitarra, el jugador pot tocar aquestes notes fent lliscar els seus dits a dalt i a baix del pad tàctil o amb els botons de trast sense utilitzar la barra de "rascar". El pad tàctil es pot utilitzar en el mode estudi per les notes sostingudes i les notes staccato mentre es grava la guitarra, i també per com a control en loops quan es graven els altres instruments.
El World Tour incorpora un controlador de bateria sense fils format per sis peces: un pedal i cinc pads tàctils per tal de proveir l'experiència més real possible. El pedal, situat a terra, simula el pedal per tocar el bombo, després hi ha tres pads en forma de disc a mitjana altura que representen una tarola o caixa i dos tom-toms (agut i greu), i finalment, els dos pads restants amb forma de ventall, representen dos plats elevats (hi-hat i crash). Els cinc pads són sensibles a la força i a la velocitat. Aquest controlador es va dissenyar amb la col·laboració de John Devacka, que anteriorment havia col·laborat en la creació del primer videojoc musical MTV Drumscape i va desenvolupar algunes patents utilitzades en la majoria dels videojocs musicals moderns. Les notes especials en la bateria requereixen que el jugador piqui amb força els tambors apropiats per trencar l'"armadura" i aconseguir més punts. En el mode estudi, la sensibilitat a la velocitat permet als usuaris modificar el so fet pel tambor. La bateria inclou un port MIDI a la part posterior que permet connectar altres dispositius compatibles. El controlador per la consola Wii inclou una ranura per col·locar-hi el Wii Remote i així esdevé sense fils com la guitarra. A part de les cinc notes que es poden tocar amb els pads, també s'ha d'afegir la nota que indica tocar el pedal del bombo, que es mostra a la pantalla amb una línia taronja transversal. En algunes cançons, hi ha seccions on la bateria pot ser un solo tocant una sèrie qualsevol de notes improvisades amb les quals pot aconseguir punts extres.
El micròfon oficial utilitzat per cantar utilitza una connexió USB. La utilització del gamepad o el Wii Remote segons la consola és necessària per poder navegar pels menús, seleccionar la dificultat o parar el joc.
Activision van anunciar un acord amb l'empresa de dispositius perifèrics Logitech perquè aquesta produís instruments premium o estàndards per ser llançats a finals de l'any 2008.

### Compatibilitat dels instruments
Els nous controladors d'instruments que es poden adquirir amb el World Tour no són obligatoris per poder-hi jugar, ja que els controladors de guitarra de les versions anteriors en són compatibles. En una de les conferències de premsa que va fer Activision durant el 2008, la companyia va anunciar la compatibilitat dels controladors de la versió Xbox360 del joc Rock Band pel World Tour, però no en el cas de la PlayStation 2. En el cas de la PlayStation 3, no es va garantir la compatibilitat encara que l'empresa Sony, fabricant de la consola, està col·laborant perquè això sigui possible.
Els fabricants de les consoles han participat en el disseny dels instruments per tal d'assegurar la seva compatibilitat en aquests dos jocs i les futures versions. Les empreses Sony (PlayStation 3) i Microsoft (Xbox 360) van anunciar que els instruments serien compatibles pels jocs World Tour, Rock Band 2 i Rock Revolution de Konami, pel que fa a la Wii, de moment encara no és possible. El videojoc s'encarrega automàticament d'ajustar les cançons segons el tipus de controlador que s'utilitza. Per exemple, les seccions dissenyades per tocar amb el pad tàctil de les noves guitarres es poden tocar mitjançant la tècnica del tapping amb els trasts sense utilitzar la barra de "rascar" en les velles. En cas d'utilitzar la bateria del Rock Band, que té un pad de percussió menys i la seva sensibilitat amb la velocitat és inferior, es redueix el nombre de notes i no apareixen notes amb "armadura".

## Banda sonora
La banda sonora del World Tour està formada per 86 cançons i és el primer títol de la saga en què totes les cançons són gravacions originals. Les cançons estan repartides entre els anys 80, 90, rock clàssic i bandes emergents.

### Cançons personalitzades
El Guitar Hero World Tour permet crear les pròpies cançons a través del mode estudi anomenat "Music Studio" i compartir-les amb altres usuaris mitjançant les xarxes Xbox Live, PlayStation Network i Nintendo Wi-Fi Connection. L'estudi és similar al programari d'Apple GarageBand i permet crear les diferents pistes per cada cançó amb diverses opcions. El resultat final representa el nivell de dificultat "expert" i el joc s'encarrega automàticament de crear els nivells inferiors.
Els jugadors poden crear pistes per la guitarra principal, guitarra rítmica, baix i bateria escollint entre diferents sons per cada instrument. També es poden afegir distorsions i altres efectes però la veu no es pot gravar directament. Els jugadors de PlayStation 3 poden connectar un ordinador compatible amb MIDI a la consola per poder compondre les cançons. Les cançons poden pujar-se al servei "GH Tunes" de forma que els usuaris poden valorar les cançons i descarregar-ne d'altres usuaris. En principi, els usuaris només poden pujar cinc cançons al servei, però els usuaris més ben valorats tindran l'opció de pujar-ne més. Totes les cançons pujades seran escoltades per determinar si són creacions pròpies o versions sobre cançons registrades, en el darrer cas seran eliminades.

### Material descarregable
A més de les cançons personalitzades, els jugadors de les consoles Xbox 360, PlayStation 3 i Wii poden descarregar-se cançons pel joc. Aquesta funcionalitat ja estava disponible en la Xbox 360 i la PlayStation 3 en el Guitar Hero III però és novetat per a la Wii, que podran emmagatzemar les cançons en la memòria interna o en una targeta SD. Quan es necessita una cançó emmagatzemada en la targeta SD, aquesta es guarda automàticament en la memòria flash de la Wii per ser utilitzada i s'esborra en finalitzar la cançó. Aquest procés necessita uns dos-cents blocs que memòria lliure a la Wii.
Activision i Neversoft van expressar la seva intenció de publicar material descarregable més freqüentment que per les versions anteriors. Aquest material es troba disponible en la botiga virtual del joc i inclou àlbums complets i llançaments més regulars. La majoria de les cançons descarregables pel Guitar Hero III no es poden utilitzar en el World Tour perquè no tenen seccions pels quatre instruments. Activision va indicar que estava considerant l'opció d'instaurar un servei de subscripció mensual per descarregar material en futures versions.

## Recepció
El Guitar Hero World Tour va rebre crítiques molt positives dels mitjans de comunicació, especialment per la versió de la Wii, ja que és la que més ha millorat respecte a l'anterior entrega de la saga. La crítica va destacar la qualitat dels controladors d'instruments, les noves possibilitats en la personalització dels personatges i la millora dels diferents nivells de dificultat respecte a l'anterior versió. Per altra banda, van criticar negativament la dificultat per utilitzar l'eina de creació de cançons i la poca qualitat de les cançons resultants, ja que semblen tons de mòbil. Pel que fa a la Wii, es va destacar el Mii Freestyle mode, la utilització de la tecnologia de les targetes SD i l'opció automàtica per entrar a la connexió Wi-Fi des del menú inicial.
Fins al moment, l'èxit comercial del joc no ha estat tan important com la versió anterior Guitar Hero III: Legends of Rock. Per exemple, durant la primera setmana després del llançament només es van vendre 534.000 unitats, menys de la meitat que l'anterior en el mateix període. A més a més, un terç de les unitats pertanyen a la consola Wii. A final de l'any 2008, les vendes del pack full band (tots els instruments) representaven el 41% de les unitats venudes del World Tour, mentre que els packs amb la guitarra i standalone representaven el 35% i el 24% respectivament. Amb aquests percentatges s'estima que el 60% del benefici obtingut del videojoc prové del pack complet.

### Problemes tècnics
Els usuaris van trobar diversos errors tècnics en els controladors dels instruments un cop llançat el videojoc, la majoria relacionats amb la bateria perquè no detectava alguns tocs de les baquetes. Un altre error detectat afectava la compatibilitat entre els instruments malgrat que Activision n'assegurés el funcionament. Es va demostrar que la bateria del World Tour per PlayStation 3 no funcionava en el Rock Band 2. Alguns usuaris també van indicar que la barra de "rascar" era propensa a fallar després de diverses hores jugant. Activision va admetre que tenia coneixement de possibles errors durant el procés de fabricació i va crear diversos punts per adreçar les queixes i assistir als usuaris per substituir l'equipament erroni si era convenient.